# Flaga Wallis i Futuny
Flagą Wallis i Futuny jest flaga Francji. Terytorium posiada również flagę lokalną - jest ona prostokątna, czerwona z białym krzyżem pośrodku i flagą francuską w lewym górnym rogu. Została wprowadzona w 1888.

## Historia
Czerwona flaga z białym krzyżem była w XIX w. flagą wyspy Uvéa, na której leży stolica i główny port terytorium. Krzyż o takim kształcie jest pamiątką po francuskich misjonarzach, którzy szerzyli chrześcijaństwo na terenie Wallis. W 1886 królowa Wallis zgodziła się na francuski protektorat, w związku z czym dwa lata później w kantonie flagi umieszczono flagę francuską.

## Flagi regionów administracyjnych

Flaga Alo
Flaga Sigave
Flaga Uvea

## Historyczne warianty flagi

Flaga królestwa Uvea w latach 1842–1860
Flaga królestwa Uvea w latach 1860–1886
Flaga królestwa Uvea w latach 1886–1887
Flaga Wallis i Futuny w latach 1887–1910
Flaga Wallis i Futuny w latach 1910–1974
Flaga Wallis i Futuny w latach 1958–1985